# دانيال لي رو
دانيال لي رو (بالإنجليزية: Daniel Le Roux)‏ (25 نوفمبر 1933 في جنوب أفريقيا - ) هو لاعب كرة قدم جنوب أفريقي في مركز جناح ‏. شارك مع منتخب جنوب أفريقيا لكرة القدم. أما مع النوادي، فقد لعب مع نادي أرسنال وJewish Guild ‏ ونادي أدينغتون ‏ ونادي ديربن سيتي ونادي ديربن يونايتد ‏ وMaritzburg F.C. ‏.